# Myrhulta mosse
Myrhulta mosse este o arie protejată (arie specială de conservare — SAC, sit de importanță comunitară — SCI, arie de protecție specială avifaunistică — SPA) din Suedia întinsă pe o suprafață de 1.117,4 ha, integral pe uscat.

## Localizare
Centrul sitului Myrhulta mosse este situat la coordonatele 58°44′08″N 14°15′43″E / 58.7356°N 14.262°E.

## Înființare
Situl Myrhulta mosse a fost declarat sit de importanță comunitară în mai 2006 pentru a proteja 5 specii de animale. Alte tipuri de protecție:
- arie de protecție specială avifaunistică (în mai 2006)[2]
- arie specială de conservare (în ianuarie 2014)[1][3][4]

## Biodiversitate
Situată în ecoregiunea boreală, aria protejată conține 5 habitate naturale: Mlaștini împădurite, Mlaștini turboase de tranziție și turbării mișcătoare, Lacuri și iazuri distrofice naturale, Turbării active, Taiga vestică.
La baza desemnării sitului se află mai multe specii protejate de  păsări (5): cocor (Grus grus), vultur pescar (Pandion haliaetus), ploier auriu (Pluvialis apricaria),  cocoș de munte (Tetrao urogallus), fluierar de mlaștină (Tringa glareola).